# Limosina carbonicolor
Limosina carbonicolor är en tvåvingeart som först beskrevs av Richards 1959.  Limosina carbonicolor ingår i släktet Limosina och familjen hoppflugor.
Artens utbredningsområde är Etiopien. Inga underarter finns listade i Catalogue of Life.